# Liste der Ramsar-Gebiete in Portugal
Die Ramsar-Gebiete in Portugal umfassen insgesamt 31 Feuchtgebiete mit einer Gesamtfläche von 132.487 ha, die unter der Ramsar-Konvention registriert sind (Stand April 2022). Das nach dem Ort des Vertragsschlusses, der iranischen Stadt Ramsar, benannte Abkommen ist eines der ältesten internationalen Vertragswerke zum Umweltschutz. In Portugal trat die Ramsar-Konvention am 24. März 1981 in Kraft.
Zu den Ramsar-Gebieten Portugals zählen verschiedenste Typen von Feuchtgebieten wie Marschland, Flüsse, Bäche, Süß- und Brackwasserseen, Grundwassersysteme, Seegraswiesen, Küstenlinien und Inseln der Azoren, Wattflächen und Lagunen, Hochebenen und Vulkankrater, Süßwasserquellen, Grasland, Feuchtwiesen, Laubwälder, Sümpfe, Moore, und viele weitere Flächen die teilweise mosaikartig miteinander vernetzt sind.
Im Folgenden sind alle Ramsar-Gebiete Portugals alphabetisch aufgelistet.
| Nr. | Name des Gebiets                                           | Bild            | Ramsar-Gebietsnr. | Ausweisungs- datum | Fläche (ha) | Höhe (m) | Management- plan | Region                                                                     | Lage                     |
| --- | ---------------------------------------------------------- | --------------- | ----------------- | ------------------ | ----------- | -------- | ---------------- | -------------------------------------------------------------------------- | ------------------------ |
| 1   | Bertiandos and S. Pedro of Arcos Lagoons                   |                 | 1613              | 2. Dez. 2005       | 346         | 8–30     | Ja               | Região Norte                                                               | 41,76444° N, 8,63528° W  |
| 2   | Caldeira da Graciosa                                       |                 | 1798              | 16. Juni 2008      | 120         | 86–402   | Ja               | Azoren                                                                     | 39,02583° N, 27,97306° W |
| 3   | Caldeira do Faial                                          |                 | 1799              | 16. Juni 2008      | 123         | 390      | Ja               | Azoren                                                                     | 38,58583° N, 28,71444° W |
| 4   | Caldeirão do Corvo                                         |                 | 1800              | 16. Juni 2008      | 316         | 399–718  | Ja               | Azoren                                                                     | 39,70889° N, 31,11° W    |
| 5   | Complexo Vulcânico das Furnas                              |                 | 1801              | 16. Juni 2008      | 2855        | 30–650   | Ja               | Azoren                                                                     | 37,75104° N, 25,31713° W |
| 6   | Complexo Vulcânico das Sete Cidades                        |                 | 1802              | 16. Juni 2008      | 2171        | 260–873  | Ja               | Azoren                                                                     | 37,855° N, 25,78194° W   |
| 7   | Complexo Vulcânico do Fogo                                 |                 | 1803              | 16. Juni 2008      | 2182        | 300–949  | Ja               | Azoren                                                                     | 37,7675° N, 25,47194° W  |
| 8   | Estrela Mountain upper Plateau and upper Zêzere River      |                 | 1614              | 2. Dez. 2005       | 5075        | 850–1929 | Ja               | Região Centro                                                              | 40,35611° N, 7,59444° W  |
| 9   | Estuário do Sado                                           |                 | 826               | 8. Mai 1996        | 25588       | 0–36     | Ja               | Alentejo                                                                   | 38,46139° N, 8,72611° W  |
| 10  | Estuário do Tejo                                           |                 | 211               | 24. Nov. 1980      | 14563       | 0–10     | Ja               | Metropolregion Lissabon (ehemalige Region Lisboa e Vale do Tejo)           | 38,83083° N, 8,98556° W  |
| 11  | Fajãs of Caldeira and Cubres Lagoons                       |                 | 1615              | 2. Dez. 2005       | 87          | 0–59     | Ja               | Azoren                                                                     | 38,63278° N, 27,94694° W |
| 12  | Ilhéus das Formigas e Recife Dollabarat                    |                 | 1804              | 16. Juni 2008      | 7           | 0–11     | Ja               | Azoren                                                                     | 37,26667° N, 24,76667° W |
| 13  | Lagoa da Albufeira                                         |                 | 825               | 8. Mai 1996        | 1995        | 0–68     | Ja               | Metropolregion Lissabon (ehemalige Region Lisboa e Vale do Tejo)           | 38,51667° N, 9,12944° W  |
| 14  | Lagoa de St. André et Lagoa de Sancha                      |                 | 828               | 8. Mai 1996        | 2638        | 0–47     | Ja               | Alentejo                                                                   | 38,06056° N, 8,80639° W  |
| 15  | Mira Minde Polje and related Springs                       |                 | 1616              | 2. Dez. 2005       | 662         | 55–200   | Ja               | Metropolregion Lissabon (ehemalige Region Lisboa e Vale do Tejo)           | 39,52194° N, 8,69028° W  |
| 16  | Mondego Estuary                                            |                 | 1617              | 2. Dez. 2005       | 1518        | 0–16     | Ja               | Região Centro                                                              | 40,12528° N, 8,82361° W  |
| 17  | Pateira de Fermentelos Lake and Águeda and Cértima Valleys |                 | 2089              | 3. Dez. 2012       | 1559        | 4–70     | Ja               | Baixo Vouga                                                                | 40,56417° N, 8,50778° W  |
| 18  | Paúl de Arzila                                             |                 | 822               | 8. Mai 1996        | 585         | 3–82     | Ja               | Região Centro                                                              | 40,17° N, 8,55389° W     |
| 19  | Paúl de Madriz                                             | Bild gesucht BW | 823               | 8. Mai 1996        | 226         | 8–61     | Ja               | Região Centro                                                              | 40,12731° N, 8,63834° W  |
| 20  | Paúl de Tornada                                            |                 | 1106              | 24. Okt. 2001      | 50          | 8–10     | Ja               | Oeste und Metropolregion Lissabon (ehemalige Region Lisboa e Vale do Tejo) | 39,44812° N, 9,13616° W  |
| 21  | Paúl do Boquilobo                                          |                 | 824               | 8. Mai 1996        | 529         | 12–22    | Ja               | Metropolregion Lissabon (ehemalige Region Lisboa e Vale do Tejo)           | 39,38528° N, 8,53194° W  |
| 22  | Paúl do Taipal                                             | Bild gesucht BW | 1107              | 17. Okt. 2001      | 233         | 3–25     | Ja               | Região Centro                                                              | 40,18556° N, 8,68861° W  |
| 23  | Planalto Central das Flores                                |                 | 1806              | 16. Juni 2008      | 2572        | 370–914  | Ja               | Azoren                                                                     | 39,44722° N, 31,21806° W |
| 24  | Planalto Central da Terceira                               |                 | 1805              | 16. Juni 2008      | 1283        | 400–810  | Ja               | Azoren                                                                     | 38,74222° N, 27,21167° W |
| 25  | Planalto Central de São Jorge                              |                 | 1807              | 16. Juni 2008      | 231         | 710–1053 | Ja               | Azoren                                                                     | 38,65139° N, 28,07472° W |
| 26  | Planalto Central do Pico                                   |                 | 1808              | 16. Juni 2008      | 748         | 720–1076 | Ja               | Azoren                                                                     | 38,44167° N, 28,23028° W |
| 27  | Praia da Vitória Marsh                                     | Bild gesucht BW | 2099              | 13. Dez. 2012      | 16          | 0–4      | Ja               | Azoren                                                                     | 38,73528° N, 27,06° W    |
| 28  | Ria de Alvor                                               |                 | 827               | 8. Mai 1996        | 1454        | 0–29     | Ja               | Algarve                                                                    | 37,13611° N, 8,61028° W  |
| 29  | Ria Formosa                                                |                 | 212               | 24. Nov. 1980      | 16000       | 0–25     | Ja               | Algarve                                                                    | 37,03056° N, 7,81333° W  |
| 30  | Sapais de Castro Marim                                     | Bild gesucht BW | 829               | 8. Mai 1996        | 2235        | 1–44     | Ja               | Algarve                                                                    | 37,20611° N, 7,44556° W  |
| 31  | Vascão River                                               |                 | 2090              | 3. Dez. 2012       | 44331       | 4–579    | Ja               | Alentejo                                                                   | 37,4506° N, 7,79943° W   |